# Åstjärnen (Undersåkers socken, Jämtland)
Åstjärnen är en sjö i Åre kommun i Jämtland och ingår i Indalsälvens huvudavrinningsområde. Åstjärnen ligger i Vålådalen Natura 2000-område.